# Hajime Mizoguchi
Hajime Mizoguchi (jap. 溝口 肇, Mizoguchi Hajime; * 23. April 1960 in Tokio) ist ein japanischer Cellist und Komponist. Er war mit Yōko Kanno verheiratet.

## Leben
Mizoguchi lernte mit drei Jahren Klavier und mit elf Jahren Cello spielen. Von 1978 bis 1985 studierte er an der Tokyo National University of Fine Arts and Music. Während dieser Zeit arbeitete er als Studiomusiker für Film-, Radio- und CD-Produktionen. 1982 war Mizoguchi in einen Autounfall verwickelt, den er mit dem Komponieren von Musik verarbeitete. 1986 veröffentlichte er sein erstes Album Half Inch Dessert.

## Diskographie
| - Half Inch Dessert (1986) - Mizu no Naka no Oasis (水の中のオアシス; 1986) - A Pretty Dance (1987) - Best Wishes (1989) - Precious (1991) - South Bound: Taiyō no Minami (SOUTH BOUND 太陽の南; 1992) - Impression of Sunday: Nichiyōbi no Inshō (IMPRESSION OF SUNDAY 日曜日の印象; 1992) - Aqua Colors in Paris (1995) - Far East – Sekai no Shasō kara (Far East〜世界の車窓から〜; 1998) - Eternal Flame (1999) - Espace – Mizoguchi Hajime best (Espace〜溝口肇 best; 2000) - Angel (2001) - Espace II (2003) - Archcello (アーチチェロ, Āchichero; 2003) - Sekai no Shasō kara: Next Journey (世界の車窓から Next Journey; 2004) - Opera? (2006) - Hajime Mizoguchi: The Best Works (2008) - Seasons (2009) - New Best Selection (2010) Coveralben: - yours (2005) - yours;tears (2007) - yours;classic (2008) | Realfilme und -serien: - School Day of the Dead (2000) Anime: - Please Save My Earth (1994) - The Vision of Escaflowne gemeinsam mit Yōko Kanno (1996) - Yakumo Tatsu (1997) - Jin-Roh (2000) - Texhnolyze gemeinsam mit Keishi Urata (2003) - Jyu Oh Sei (2006) - Tokimeki Memorial: Only Love gemeinsam mit Teruyuki Nobuchika (2006) |